# 강경 구 연수당 건재 약방
강경 구 연수당 건재 약방은 대한민국 충청남도 논산시에 있는 일제강점기의 건축물이다. 2002년 2월 28일 대한민국의 국가등록문화재 제10호로 지정되었다. 문화재 지정 당시의 문화재 명칭은 강경 중앙리 구 남일당한약방이었다.

## 개요
지금은 사라진 강경 하시장의 한약방 건물로 서 건축양식이 특이하며, 1920년대 촬영된 강경시장 전경 사진 속의 건물 중에서 현존하는 유일한 건물로 역사적인 가치가 높을 뿐만아니라 근대 시기 한옥의 다양한 변화를 연구할 수 있는 중요한 자료이다.

## 참고 자료
- 강경 구 연수당 건재 약방 - 국가유산청 국가유산포털